# 新潟県道246号西飛山能生線

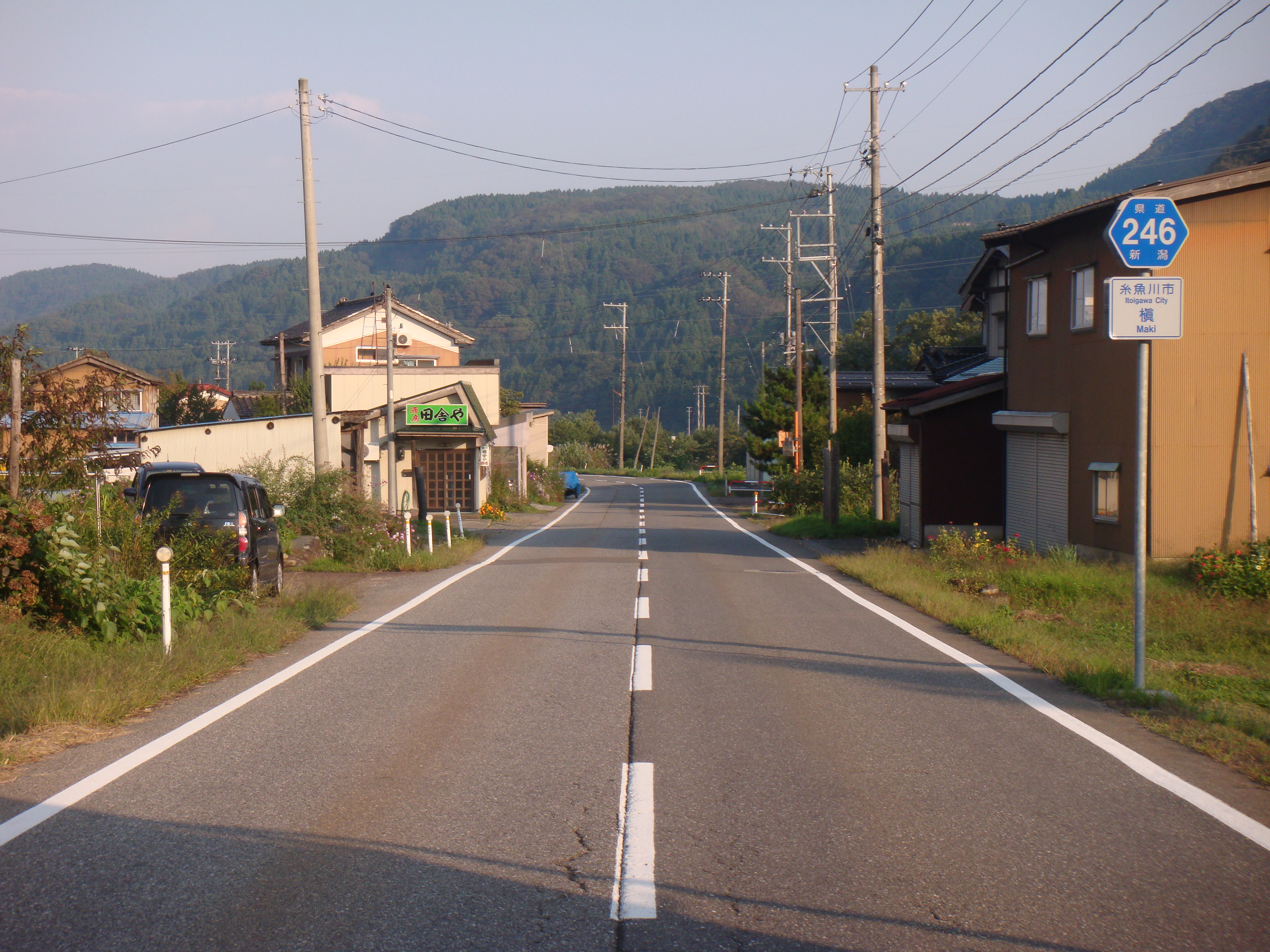
糸魚川市槇にて、能生方面を望む
（2011年（平成23年）10月撮影）

新潟県道246号西飛山能生線（にいがたけんどう246ごう にしひやまのうせん）は、新潟県の糸魚川市内を通る一般県道（新潟県道）である。

## 概要
- 起点：新潟県糸魚川市大字西飛山字宮ノ前358-3
- 終点：新潟県糸魚川市大字能生字新町7098-4（＝能生交差点、国道8号交点）

糸魚川市の東部の能生地域の二級河川能生川沿いに形成されている能生谷の各集落を結ぶ。
大半の区間は、能生川の左岸に沿っている。糸魚川市須川周辺および能生地区の中心である糸魚川市能生は能生川の右岸を通っている。能生谷最奥部に位置する糸魚川市西飛山にはシャルマン火打スキー場があり、こちらへのアクセスルートを伴っている。また、北陸自動車道能生ICと能生地区中心部を経て国道8号とを結ぶアクセスルートでもあるが、この区間は新潟県道88号能生インター線として、全線当県道と重複して認定されている。
総延長20.2355km（＝20235.5m）は、糸魚川市内で完結する新潟県道としては最も長い。ただし、実延長では新潟県道221号上町屋釜沢糸魚川線が0.7144km（＝714.4m）長く、当県道は2番目となっている。

## 現況
実延長区間のうち約93.6%はアスファルトやセメントで舗装されているものの、1.2174km（＝1217.4m）は砂利道である。
規格改良に関しては、実延長区間のうち約79.3%にあたる15.1252km（＝15125.2m）が改良済みであり、そのうちの約95.7%にあたる14.4703km（＝14470.3m）は幅員5.5m以上が確保された道路となっている。その一方で0.0197km（＝19.7m）は自動車交通不能区間も存在する。歩道は5.9813km（＝5981.3m）設置されている。

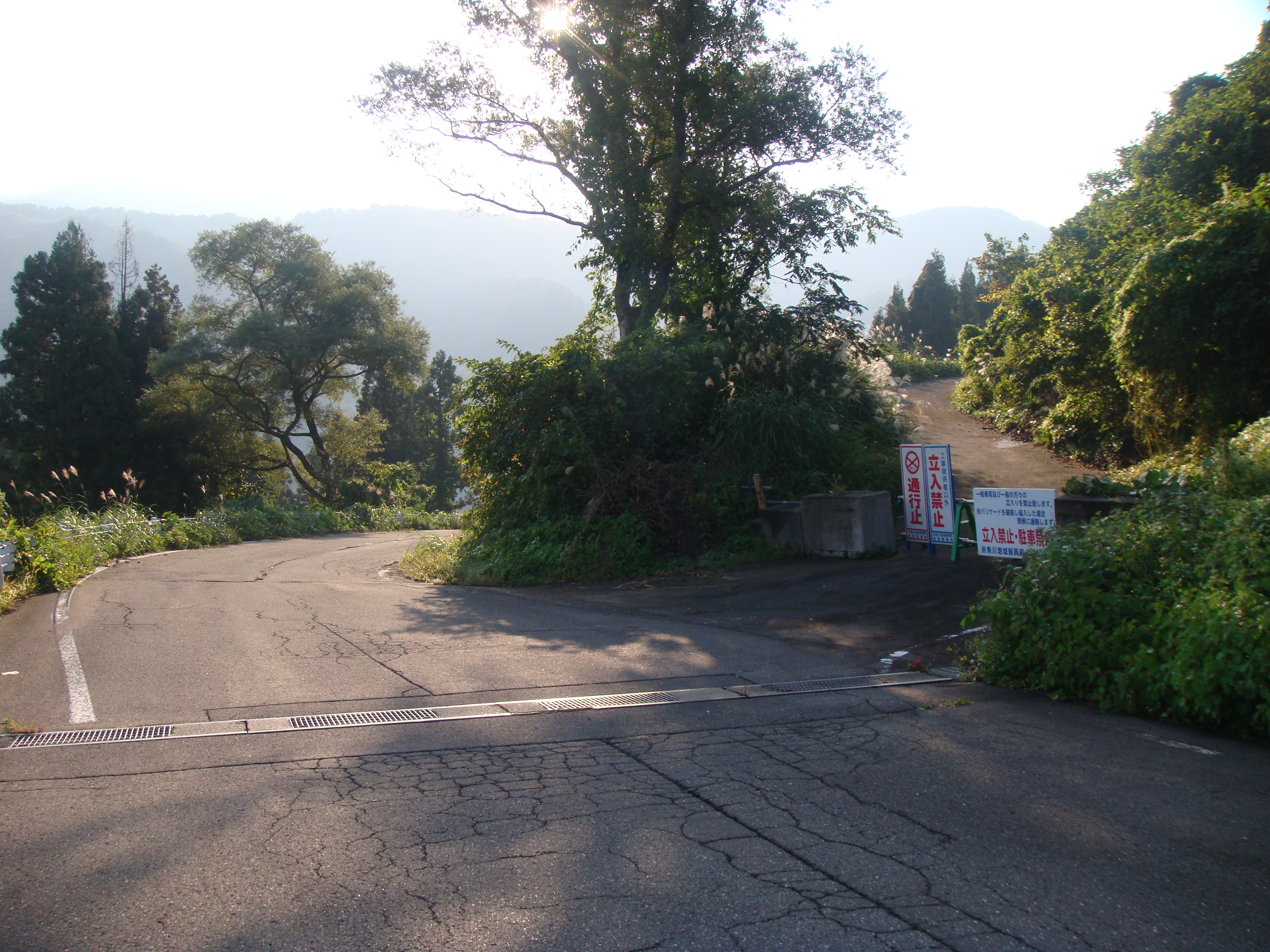
シャルマン火打スキー場側から、同スキー場と当県道との交点を望む。画像左から能生中心部へ至る。画像右へは飛山ダムに至るが、バリケードが設置されており、行き来できない。
（2011年（平成23年）10月撮影）

起点のある飛山ダム（西飛山ダム）からシャルマン火打スキー場付近までの3.6kmは土砂崩れのため、2000年（平成12年）5月25日以降終日通行止めとなっており、一般車両や関係者以外は飛山ダム方面へ向かうことができない。シャルマン火打スキー場と分岐する交点にはバリケードが設置されている。

## 接続道路
- 新潟県道485号東谷内溝尾線（新潟県糸魚川市溝尾）
- 新潟県道377号島道大沢線（糸魚川市大沢）
- 北陸自動車道、新潟県道88号能生インター線（糸魚川市能生・能生IC）
- 新潟県道542号上越糸魚川自転車道線（糸魚川市能生）
- 国道8号（糸魚川市能生・能生交差点：終点）

## 重複区間
- 新潟県道88号能生インター線（糸魚川市能生・能生IC - 同市能生・能生交差点：終点）

## 通過する自治体
- 新潟県
  - 糸魚川市

## バス路線
- 糸魚川バス（能生案内所 - 西飛山 - シャルマンスキー場）

## 周辺
- 火打山
- 能生川
- 飛山ダム（西飛山ダム）
- シャルマン火打スキー場
- 柵口温泉
- 糸魚川市立南能生小学校
- 能生国民健康保険診療所
- 糸魚川市立中能生小学校
- 糸魚川市立能生中学校
- えちごトキめき鉄道 能生駅
- 新潟県立海洋高等学校
- 糸魚川市立能生小学校
- 糸魚川市能生事務所
- 糸魚川市能生図書館
- 糸魚川市消防署 能生分署
- 能生体育館